# Beatmania IIDX 18 Resort Anthem
beatmania IIDX 18 Resort Anthem는 리듬게임 beatmania IIDX 시리즈의 18번째 작품으로 4월 22일부터 26일까지 도쿄 마치다시에 있는 캐츠아이 마치다점에서 로케이션 테스트를 거치고 그 후 4월 20일부터 5월 6일까지 도쿄 조후시와 교토시와 나고야와 삿포로에서 5월 14일부터 20일까지 그리고 6월 1일부터 2일까지 도쿄 지요다구에서 로케이션 테스트를 거친 후 코나미를 통해 발매되었다.